# 17-es busz (Debrecen)
A debreceni 17-es jelzésű autóbusz a Segner tér és Ondód között közlekedik. A Műanyaggyárig 17A jelzéssel sűrítő betétjárata is közlekedik munkanapokon. A viszonylatot a Debreceni Közlekedési Zrt. üzemelteti.

## Története
1964. június 1-én a nyári menetrend bevezetésével elindult a 17-es autóbusz, mely a MÁVAÚT állomás - Kishegyesi út - Ondód, Dózsa TSZ útvonalon közlekedett napi két alkalommal. A járat célja az ondódiak, illetve az Alföldi Téglagyár dolgozóinak a munkába illetve haza szállítása volt. 1969. január 19-től a Dózsa TSZ-ig közlekedő járatok D jelzéssel közlekednek. Ebben az évben október 20-án elindul a 17A jelzésű autóbusz. A 70-es évek elejétől a 17-es busz az Attila tér - Hajnal utca - Faraktár utca - Kossuth utca - Széchenyi utca - Nyugati utca - Kishegyesi út - Műanyaggyár - Kádár dülő - Ondód, Dózsa TSZ között, a 17A pedig ugyanezen az útvonalon az Attila tér és a Műanyaggyár között közlekedett. 1971. június 1-én indult el a 17Y-os busz, mely a Bocskai tér - Hajnal utca - Kossuth utca - Széchenyi utca - Nyugati utca - Kishegyesi út - Műanyaggyár útvonalon közlekedett. 1972 nyarán útépítés miatt lezárták a Kishegyesi utat, így a 17-es, 17A és 17Y-os buszok a Csap utca - Bartók Béla út - Kunhalom utca - Pósa utca útvonalon közlekedtek. Még az útépítés ideje alatt változott meg a 17Y-os busz útvonala. A továbbiakban a MÁV állomás - Piac utca - Hatvan utca - (az útépítés befejezéséig Csap utca - Bartók Béla út - Kunhalom utca - Pósa utca) - Kishegyesi út - Műanyaggyár útvonalon közlekedett. 1979. február 24-én a 17A busz megszűnt, a 17Y-os busz az Attila tér - Wesselényi utca - MÁV állomás - Erzsébet utca - Nyugati utca - Kishegyesi út - Műanyaggyár útvonalat kapta meg. 1986. novemberétől a 17Y-os busz a Doberdó utca - Kartács utca - Békessy Béla utca - Mikszáth Kálmán utca - Thomas Mann utca - Nádor utca - Füredi út - Böszörményi út - Vendég utca/Csap utca - Kishegyesi út - Műanyaggyár útvonalon közlekedett. 1991-ben a 17Y-os busz megszűnt, feladatát pedig a Doberdó utcáig meghosszabbított 22-es és 22Y-os busz vette át. 1993. szeptember 1-én a 17-es busz a Segner térig rövidül, innen a Kishegyesi úton és a Kádár dülőn éri el az Ondód névre változó (Dózsa TSZ kikerül a vêgállomás nevéből) végállomást. 1996. április 1-én átszervezik a 17-es és a 22-es járatcsaládot. Új járat indul el 17Y jelzéssel a Segner tér - Kishegyesi út - Határ út útvonalon, a 22-es autóbusz pedig a Határ út helyett a Műanyaggyárhoz közlekedett. 2000-ben indult el a 17H busz, mely a Segner tér - Nyugati utca - Külsővásártér - Szoboszlói út - 4-es főút - Határ út útvonalon közlekedett, viszont a járat rövid időn belül megszűnt. 2006. szeptember 1-én a 22-es busz a Segner térig rövidült, így a 22-es busz is már a 17-es járatcsaládhoz tartozott. Ennek megfelelően 2009. július 1-én átnevezték 17A járatra. 2007-ben indult a 17F járat a Nagyállomás és az FAG között, viszont ez a járat csak nevében tartozott a 17-es járatcsaládhoz, emiatt 2009. július 1-én átnevezték 46-ossá. 2010. július 12-én indult el a 171-es busz, mely a 17Y-os busztól annyiban közlekedett, hogy betért az Inter Tan-Kerhez. 2011. július 1-én a 17Y-os, a 46-os és a 171-es buszokat összevonták, így létrejött a 46-os járatcsaládhoz tartozó új 46-os, 46E és 46Y-os busz.

## Útvonala
| Év        | Végállomások                                                | Útvonal oda | Útvonal vissza |
| --------- | ----------------------------------------------------------- | --- | --- |
| 1964-1969 | MÁVAUT állomás – Ondód, Dózsa TSZ.                          | Nyugati utca – Kishegyesi út – Kádár dülő | Kádár dülő – Kishegyesi út – Nyugati utca |
| 1969-1971 | MÁVAUT állomás – (17A: Műanyaggyár vá.) – Ondód, Dózsa TSZ. | Nyugati utca – Kishegyesi út – (17A: Műanyaggyár) – Kádár dülő | Kádár dülő – (17A: Műanyaggyár) – Kishegyesi út – Nyugati utca |
| 1971-1972 | Attila tér – (17A: Műanyaggyár vá.) – Ondód, Dózsa TSZ.     | Hajnal utca – Faraktár utca – Kossuth utca – Széchenyi utca – Nyugati utca – Kishegyesi út – (17A: Műanyaggyár) – Kádár dülő                                                          | Kádár dülő – (17A: Műanyaggyár) – Kishegyesi út – Nyugati utca – Széchenyi utca – Kossuth utca – Klaipeda utca – Szent Anna utca                                                          |
| 1972      | Attila tér – (17A: Műanyaggyár vá.) – Ondód, Dózsa TSZ.     | Hajnal utca – Faraktár utca – Kossuth utca – Széchenyi utca – Nyugati utca – Csap utca – Bartók Béla út – Kunhalom utca – Pósa utca – Kishegyesi út – (17A: Műanyaggyár) – Kádár dülő | Kádár dülő – (17A: Műanyaggyár) – Kishegyesi út Pósa utca – Kunhalom utca – Bartók Béla út – Vendég utca – Nyugati utca – Széchenyi utca – Kossuth utca – Klaipeda utca – Szent Anna utca |
| 1972-1979 | Attila tér – (17A: Műanyaggyár vá.) – Ondód, Dózsa TSZ.     | Hajnal utca – Faraktár utca – Kossuth utca – Széchenyi utca – Nyugati utca – Kishegyesi út – (17A: Műanyaggyár) – Kádár dülő                                                          | Kádár dülő – (17A: Műanyaggyár) – Kishegyesi út – Nyugati utca – Széchenyi utca – Kossuth utca – Klaipeda utca – Szent Anna utca                                                          |
| 1979-1993 | Attila tér – Ondód, Dózsa TSZ.                              | Hajnal utca – Faraktár utca – Kossuth utca – Széchenyi utca – Nyugati utca – Kishegyesi út – Kádár dülő                                                                               | Kádár dülő – Kishegyesi út – Nyugati utca – Széchenyi utca – Kossuth utca – Klaipeda utca – Szent Anna utca                                                                               |
| 1993-2009 | Segner tér – Ondód                                          | Kishegyesi út – Kádár dülő | Kádár dülő – Kishegyesi út |
| 2009-től  | Segner tér – (17A: Műanyaggyár) – Ondód                     | Kishegyesi út – (17A: Műanyaggyár) – Kádár dülő | Kádár dülő – (17A: Műanyaggyár) – Kishegyesi út |

## Megállóhelyei
Az átszállási kapcsolatok között a Műanyaggyárig közlekedő 17A busz nincs feltüntetve.
| 0  | Segner tér végállomás | 19 | 10, 10A, 10Y, 11, 13, 14, 24, 24Y, 25, 25Y, 33, 33E, 34, 35, 35E, 35Y, 36, 42, 42A, 45, 46, 46E, 46H, 49, 49Y, 125, 125Y, 146, A1 3, 3A, 4, 5, 5A Helyközi buszok |
| 1  | Kishegyesi út         | 18 | 12, 22, 22Y, 24, 24Y, 25, 25Y, 45, 46, 46H, 125, 125Y, 146 |
| 2  | Dorottya utca         | 16 | 12, 22, 22Y, 24, 24Y, 25, 25Y, 46, 46E, 46H, 125, 125Y, 146 |
| 3  | Gyepűsor utca         | 14 | 12, 22, 22Y, 24, 24Y, 25, 25Y, 46, 46E, 46H, 125, 125Y, 146 |
| 4  | Építők útja           | 13 | 42, 42A, 46, 46H, 146 |
| 6  | Tegez utca            | ∫  | 42, 42A, 43, 46, 46H |
| 7  | Pósa utca             | 12 | 42, 42A, 43, 46, 46E, 46H, 146 |
| 8  | Határ úti Ipari Park  | 11 | |
| 9  | Harsona utca          | 10 | |
| 10 | Műanyaggyár           | 8  | |
| 12 | M35-ös autópálya      | 6  | |
| 14 | Löszhát               | 4  | |
| 15 | Kádár dűlő            | 3  | |
| 16 | 9. kilométerkő        | 2  | |
| 17 | Hintós utca           | 1  | |
| 18 | Kalász utca           | 0  | |
| 19 | Ondód végállomás      | 0  | |